# ادی بولند
ادی بولند (انگلیسی: Eddie Boland؛ ۲۷ دسامبر ۱۸۸۳ – ۳ فوریهٔ ۱۹۳۵) هنرپیشه اهل ایالات متحده آمریکا بود.

## گزیدهٔ فیلم‌شناسی
- کینگ کونگ (۱۹۳۳)
- طلوع: آواز دو انسان (۱۹۲۷)
- برادر کوچک (۱۹۲۷)
- الیور توئیست (۱۹۲۲)
- هل نده (۱۹۱۹)